# Munenori Nawa
 (mai 2025).
Si vous disposez d'ouvrages ou d'articles de référence ou si vous connaissez des sites web de qualité traitant du thème abordé ici, merci de compléter l'article en donnant les références utiles à sa vérifiabilité et en les liant à la section « Notes et références ».
Munenori Nawa (名和 宗則, Nawa Munenori) est un réalisateur d'animation japonais.

## Travaux
- D.C.S.S.: Da Capo Second Season: Réalisateur
- Digimon, le film: Animation clé
- Futsū no Joshikōsei ga Locodol Yattemita: Réalisateur
- Galaxy Angel A: Directeur d'animation
- Galaxy Angel Z: Directeur d'animation
- Kiss × sis: Réalisateur
- Metal Fighter Miku: Dessinateur principal
- Nanatsuiro Drops: Storyboard (eps 4,8), Réalisateur (ep 8)
- Nogizaka Haruka no Himitsu: Réalisateur
- Otome wa Boku ni Koishiteru: Réalisateur
- Asagiri : Les Prêtresses de l'aube: Directeur d'animation (ep 5)
- Slayers Gorgeous: Assistant, directeur d'animation
- Tenchi Universe: Animation clé (ep 12)
- Pandora in the Crimson Shell: Ghost Urn: Réalisateur